# Paraethecerus
Paraethecerus is een kevergeslacht uit de familie van de boktorren (Cerambycidae). De wetenschappelijke naam van het geslacht werd voor het eerst geldig gepubliceerd in 1926 door Bruch.

## Soorten
Paraethecerus is monotypisch en omvat slechts de volgende soort:
- Paraethecerus sexmaculatus Bruch, 1926